# HAARP
Програм активног ауроралног истраживања високе фреквенције (енгл. High Frequency Active Auroral Research Program – HAARP) истраживачки је пројекат који жели да „разуме, стимулише и контролише процесе у јоносфери који могу да измене учинак комуникационих и система за надгледање“. Започет је 1993. године и предложено је да траје 20 година.
Пројекат се одвија близу места Гакона на Аљасци. Опрему за HAARP пројекат чини огроман број радиотрансмитера огромне снаге и одговарајућих инструмената за детекцију, односно 180 антена велике снаге. Шест генератора јачине 3,6 хиљада коњских снага свакодневно емитују преко 3.000.000 вати. 
Основни циљеви пројекта су изучавања феномена поларне светлости и радио комуникација.
Пројекат је престао са радом крајем 2014. године.